# Nagroda Krytyki Artystycznej im. Jerzego Stajudy
Nagroda Krytyki Artystycznej im. Jerzego Stajudy – wyróżnienie przyznawane polskim krytykom sztuki, ustanowione w 1992 roku z inicjatywy Pawła Sosnowskiego.

## Charakterystyka
Będąca formą upamiętnienia artysty Jerzego Stajudy nagroda jest przyznawana wybitnym osobom ze świata sztuki, za „szeroko pojmowaną działalność krytyczną w obszarze sztuki: tradycyjnie rozumianą działalność krytyczną, działalność kuratorską, inne formy działalności w obszarze sztuki, które charakteryzują się wyznawaną przez Jerzego Stajudę niezależnością sądów”. Spośród zgłoszonych kandydatur jury wybiera laureata lub laureatów, którzy otrzymują nagrodę w postaci jednego z rysunków z kolekcji rodziny nieżyjącego artysty.
Od 1992 r. nagrodzie patronowało Towarzystwo Zachęty Sztuk Pięknych w Warszawie, a od roku 2001 – Akademia Sztuk Pięknych w Warszawie. W 2011 roku, po pięciu latach przerwy, nagrodę przyznano ponownie. Od 2012 r. współorganizatorem i współfundatorem Nagrody jest Zachęta Narodowa Galeria Sztuki. Stałymi członkami i członkiniami kapituły są: Waldemar Baraniewski, Grzegorz Kowalski i Aleksandra Semenowicz – kuratorzy spuścizny Stajudy, Maryla Sitkowska, Paweł Sosnowski oraz Hanna Wróblewska – przedstawicielka Zachęty.

## Laureaci i laureatki
- 1992 – Piotr Piotrowski za książkę Dekada
- 1993 – Jaromir Jedliński
- 1994 – Maryla Sitkowska
- 1995 – Jan Michalski
- 1996 – Józef Chrobak
- 1997 – Ewa Mikina
- 1998 – Józef Chrobak i Marek Świca
- 1999 – Hanna Wróblewska
- 2000 – Piotr Szubert i Mieczysław Porębski (nagroda jubileuszowa)
- 2001 – Izabela Kowalczyk
- 2002 – Gerard Blum-Kwiatkowski
- 2003 – Aneta Szyłak
- 2004 – Marek Meschnik
- 2005 – Jola Gola i Piotr Juszkiewicz
- 2011 – Dorota Jarecka i Karol Sienkiewicz oraz Anda Rottenberg (wyróżnienie specjalne)
- 2012 – Piotr Kosiewski i Artur Żmijewski
- 2013 – Maria Poprzęcka (nagroda honorowa)
- 2014 – Jakub Dąbrowski[2]
- 2015 – Joanna Kordjak i Agnieszka Szewczyk (historyczka sztuki)
- 2016 – Tomasz Fudala, Dorota Monkiewicz
- 2017 – redakcja magazynu „Szum” – Jakub Banasiak, Adam Mazur, Karolina Plinta oraz Bożenna Biskupska i Fundacja Sztuki Współczesnej – In Situ / Festiwal Sokołowsko (nagrody honorowe)[3]
- 2018 – Łukasz Ronduda, Piotr Rypson[1]
- 2019[a] – Bożena Kowalska (nagroda honorowa)[4]
- 2024 – Anna Mituś, Ada Piekarska oraz autorki katalogu wystawy Dzieciństwo – Anita Broda, Agnieszka Grabowska, Małgorzata Kunecka[5]